# Adonis Thomas
 (mai 2020).
Si vous disposez d'ouvrages ou d'articles de référence ou si vous connaissez des sites web de qualité traitant du thème abordé ici, merci de compléter l'article en donnant les références utiles à sa vérifiabilité et en les liant à la section « Notes et références ».
Adonis Thomas (né le 25 février 1989 à Newark) est un joueur américain de football américain. Il joue actuellement avec les Browns de Cleveland.

## Carrière

### Université
Thomas entre à l'université de Toledo et commence à jouer pour l'équipe de football américain en 2008. Lors de sa première en NCAA, il marque son premier touchdown avant de faire une saison 2009 sans marquer. En 2010, il marque huit touchdowns et affiche une statistique de 6,3 yards en moyenne par course. 

### Professionnel
Adonis Thomas n'est sélectionné par aucune équipe lors du draft de la NFL de 2012. Le 14 mai 2012, il signe avec les Browns de Cleveland comme agent libre non-drafté.

## Qualités
Il est rapide.